# Buhajiwka (rejon krzemieńczucki)
Buhajiwka (ukr. Бугаївка) – wieś na Ukrainie, w obwodzie połtawskim, w rejonie krzemieńczuckim. W 2001 liczyła 1621 mieszkańców, spośród których 1580 posługiwało się językiem ukraińskim, 35 rosyjskim, 1 mołdawskim, 2 białoruskim, a 3 ormiańskim.